# Salihli
Salihli là một huyện thuộc tỉnh Manisa, Thổ Nhĩ Kỳ. Huyện có diện tích 1273 km² và dân số thời điểm năm 2007 là 155016 người, mật độ 122 người/km².